# Daniel Elena
Daniel Elena (Monte Carlo, 26 oktober 1972) is een Monegaskisch voormalig rallynavigator en samen met Sébastien Loeb een negenvoudig wereldkampioen.
Elena is getrouwd en heeft twee kinderen, met wie hij woonachtig is nabij Lausanne in Zwitserland. Elena werd de eerste persoon die de Michael Park trophee kreeg uitgereikt, een jaarlijkse prijs voor de beste navigator van het seizoen.

## Carrière
Elena debuteerde als navigator in de rallysport in 1997, plaatsnemend naast Hervé Bernard. In deze periode zat Elena ook zelf af en toe achter het stuur. Het jaar daarop werd hij de bijrijder van Sébastien Loeb, en het duo bouwde een sterke relatie met elkaar op. In 1999 wonnen zij de nationale Citroën Saxo Trophee en het jaar daarop werden zij ook Frans gravelkampioen, terwijl in 2001 zij het algemeen rallykampioenschap van Frankrijk wonnen, achter het stuur van een Citroën Xsara Kit Car.
Met Loeb debuteerde hij in het seizoen 1999 in het Wereldkampioenschap rally. In het seizoen 2001 namen zij met de Saxo Super 1600 deel aan het kampioenschap in het Junior World Rally Championship. Met vijf overwinningen uit zes rondes, werden zij hierin op dominante wijze wereldkampioen. Het duo kreeg vervolgens een fabriekscontract aangeboden van Citroën, en in het seizoen 2002 kwam er gelijk succes toen zij met de Xsara WRC de WK-ronde van Duitsland op naam schreven. Terwijl zij in het seizoen 2003 nog tweede werden in de strijd om de wereldtitel, wisten Loeb en Elena tussen 2004 en 2012 negen keer achtereenvolgend het rijderskampioenschap te winnen. Daarnaast wonnen ze in totaal 78 WK-rally's, waarmee zij in beide gevallen een record behouden.
Samen met Loeb won Elena zes keer de Rally van Monte Carlo, de thuisrally van Elena (2003-2005, 2007-2008 en 2012). Elena nam tijdens de 2011 editie deel aan de rally als rijder in een Citroën DS3. Hij eindigde het evenement als 52e.
In 2016 reed Elena samen met Sébastien Loeb de Dakar Rally met een Peugeot 2008 DKR.